# Новоостанково
Новоостанково (баш. Яңы Останков) — деревня в Бакалинском районе Республики Башкортостан Российской Федерации. Входит в состав Старокуручевского сельсовета. 

## География

### Географическое положение
Расстояние до:
- районного центра (Бакалы): 35 км,
- центра сельсовета (Старокуручево):
- ближайшей ж/д станции (Туймазы): 110 км.

## История
Название происходит от новый и назв. д. Останково 
С 2008 года, после упразднения  Гусевского сельсовета, включен в Старокуручевский сельсовет (Закон Республики Башкортостан от 19.11.2008 N 49-з «Об изменениях в административно-территориальном устройстве Республики Башкортостан в связи с объединением отдельных сельсоветов и передачей населённых пунктов», ст.1, п.6) е)).

## Население
| 2002 | 2009 | 2010 |
| ---- | ---- | ---- |
| 28   | ↘13  | ↘12  |

Национальный состав
Согласно переписи 2002 года, преобладающая национальность — русские (86 %).

## Известные уроженцы
- Соколов, Михаил Анисимович (12 января 1925 года — 14 января 2003 года) — командир взвода 416-го стрелкового полка 112-й стрелковой дивизии 13-й армии 1-го Украинского фронта, лейтенант, Герой Советского Союза, заслуженный агроном Башкирской АССР.